# 工程师

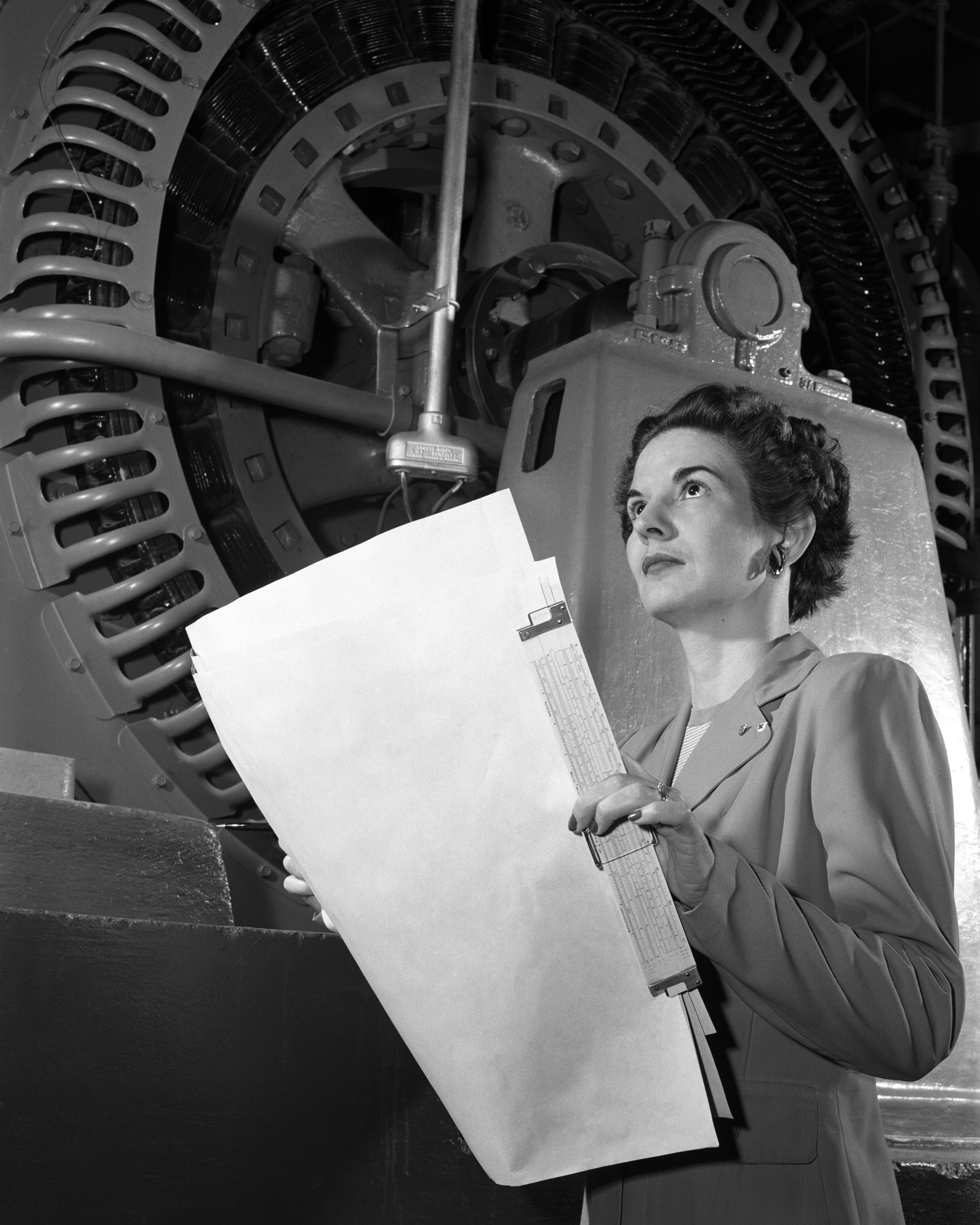
電氣工程師

工程师（英語：Engineer）是指那些在工程专业领域的人，他们使用科学知识来驾驭技术以解决实际问题，并以此为职业。

## 工程師工作者
工程師和科學家(Scientists)往往容易混淆，科學家努力探索大自然，以便發現一般性法則(General Principles)，工程師則遵照此既定原則，從而在數學和科學上，解決了一些技術問題。科學家探索世界以發現普遍法則，但工程師使用普遍法則以設計實際物品。科學家研究東西，工程師建立東西，這一想法，可視為表達這句話，"科學家們問為什麼，工程師問為什麼不能？"("Scientists ask why, engineers ask why not?")。
工程師的稱謂通常只用於在工程學其中一個範疇持有學術性學位或相等工作經驗的人士。在歐洲大陸一些國家，工程師稱謂的使用被法律所限制，必須用於持有學位的人士，而其他沒有學位人士使用，屬於違法。在美國大部份州及加拿大一些省份亦有類似法律存在，通常只有在專業工程考試取得合格才可被稱為工程師，而法律的範圍一般只在蓄意欺詐的情況下才會執行。
技術專家(Technologist)一詞有時與工程師同義，該詞是由技術(Techno-)和後綴(-ologist)組成，意思是研究技術的人，此名稱一般在歐洲大陸一些有規管工程師名稱使用的國家中被使用，因為未受法律管制。在一些拉丁國家，technologist只是在工程師與技術員之間的專業資格。
在美國，"Engineer"一詞也用於指操作機械引擎(Engine)的人，比如鐵路Engineer是指火車司機，輪船Engineer是指輪機員，固定引擎機械師通常是負責固定引擎

## 其他含意
工程師也可能被用作形容取得某種大學學位以外的職業資格認證的人，如（但不僅限於）：微軟認證系統工程師， Novell的認證工程師（Certified Novell Engineer，CNE），紅帽認證工程師（Red Hat Certified Engineer）等。另外也可以指執行或推動某項政策的政治人物，例如中華人民共和國的政治人物趙紫陽就被稱為「改革開放的總工程師」。

### 技术职称用語
在中华人民共和国，工程师是省级人事部门审核授予的工业技术类技术职称体系中的职称證書，需要通過專業技術人員職業資格考試或是評審會頒發來獲取。与高校的讲师、医院的主治医师等類似職稱并列。
工业技术类技术职称体系由低到高是：助理工程师（初级职称）、工程师、高级工程师（副高级）、教授级高级工程师。
总工程师是企业或事业单位、行政机构的一个技术领导岗位名称，不是技术职称。例如：公司总工、国家水利部总工程师。

### 工程师学位
法国有工程师学位，主要由法国工程师学院（属于法国特色的Les grandes écoles）培养，相当于硕士学历。

### 各工程學門的著名工程師列表
- 航天工程師列表
- 化學工程師列表（英语：List of chemical engineers）
- 工業工程師列表（英语：List of industrial engineers）
- 材料工程師列表（英语：List of materials engineers）
- 機械工程師列表
- 電機工程師列表（英语：List of electrical engineers）
- 土木工程師列表（英语：List of civil engineers）
- 建築工程師列表（英语：List of Construction engineers）
- 結構工程師列表（英语：List of structural engineers）
- 系統工程師列表（英语：List of systems engineers）
- 環境工程師列表（英语：List of environmental engineers）
- 遺傳工程師列表（英语：List of genetic engineers）
- 核能工程師列表（英语：List of nuclear engineers）

### 其他相關列表
- 建築師列表
- 發明家列表
- 城市規劃者列表（英语：List of urban planners）
- 英雄虛構的科學家和工程師列表（英语：List of heroic fictional scientists and engineers）

### 認證與註冊
註冊工程師是根據法律原則制定的註冊與認證制度，以保證工程師在涉及公眾安全、福利及其它利益的工程時，能够提供專業的服務。在不同的國家，註冊工程師可以冠上的前綴頭銜是「Ir.」或「Er.」。
- 特許工程師 (英國)（英语：Chartered Engineer (UK)）
- 歐洲工程師（英语：European Engineer）
- 認證工程師（英语：Incorporated Engineer）
- 專業工程師
- 注册工程师 (中华人民共和国)